# يورغن ولترز
يورغن ولترز (بالألمانية: Jürgen Wolters)‏ هو اقتصادي ألماني، ولد في 24 يونيو 1940 في شتوتغارت في ألمانيا، وتوفي في 21 نوفمبر 2015.